# Roskomnadzor
Le Service fédéral de supervision des communications, des technologies de l'information et des médias de masse (russe : Федеральная служба по надзору в сфере связи, информационных технологий и массовых коммуникаций) ou Roskomnadzor (russe : Роскомнадзор) est un service exécutif fédéral russe chargé de la supervision dans le domaine des médias, y compris les médias électroniques, les médias de masse, la technologie de l'information et les télécommunications ; de vérifier la conformité avec les lois protégeant le respect des données personnelles et de l'organisation du service de radio-fréquences. Il dépend du ministère des télécommunications et communications de masse de la fédération de Russie (russe : Министерство связи и массовых коммуникаций Российской Федерации).

## Histoire
Le 12 mai 2008 le service fédéral de supervision des communications de masse, des télécommunications et de la protection du patrimoine culturel (ou Rossviazokhrankoultoura) est divisé par oukaze présidentiel en deux services : Rossviazkomnadzor dépendant du ministère des télécommunications et Rosokhrankoultoura dépendant du ministère de la culture.
Le 3 décembre suivant Rossviazkomnadzor est réorganisé en Roskomnadzor, élargissant son domaine de compétence aux technologies de l’information. De décembre 2008 à 2012 le service est dirigé par Sergueï Konstantinovitch Sitnikov, depuis mai 2012 par Alexandre Alexandrovitch Jarov.
En juillet 2012, la Douma approuve une loi créant un registre unitaire de sites interdits, géré par Roskomnadzor depuis son entrée en vigueur le 1er novembre 2012.

## Censure
Le Roskomnadzor est à l'origine de la censure de sites internet et d'autres médias. L'organisme a le pouvoir d'infliger des amendes aux sites internet ne respectant pas la supervision des communications qu'il impose. Il peut également envoyer des mises en demeure, demandant une « correction » ou le retrait de certaines pages sous peine de voir le site ralenti, voire bloqué, de façon temporaire ou définitive. 
Le 2 mars 2022, la BBC rapporte la menace de blocage de la Wikipédia en langue russe par le Roskomnadzor si l'article portant sur l'invasion de l'Ukraine par la Russie en 2022 n'est pas supprimé (Вторжение России на Украину (2022)),. Le 16 mars suivant, c'est la BBC elle-même qui est bloqué par le régulateur russe dans le cadre de la désinformation autour du conflit en Ukraine, interdisant l'utilisation des mots « guerre », « invasion » et d'autres éléments de langage non approuvés par l'État. Dans la même période, le Roskomnadzor procède à une censure massive de médias indépendants russe, de médias étrangers et de réseaux sociaux tels que Facebook, Twitter ou encore Instagram,,,,. 
Le Roskomnadzor, qui a adressé les 1er et 29 mars à la Wikimedia Foundation l'injonction de supprimer des informations de la version en langue russe de la page sur l’invasion de l'Ukraine, menace la plateforme d'une amende de 4 millions de roubles. En réaction, l'humour populaire russe a produit cette plaisanterie : « En conformité avec les ordres de la Roskomnadzor, le livre de Léon Tolstoï, Guerre et Paix (1869) a été renommé Opération spéciale et haute trahison ». 

#### En Union européenne
- Groupe des régulateurs européens des services de médias audiovisuels

##### En Belgique
- CSA

##### En France
- ARCEP
- CSA
- Autorité de régulation de la communication audiovisuelle et numérique
- CNIL
- Hadopi